# ROCA
ROCA je zranitelnost týkající se generování šifrovacích klíčů RSA v knihovně od Infineon Technologies AG. Jedná se o chybu ve faktorizaci, kdy si útočník dokáže dopočítat soukromou část RSA klíče.
Kvůli zranitelnosti byly 31. 10. 2017 revokovány všechny všechny kvalifikované certifikáty vystavené k soukromým klíčům na slovenských elektronických občanských průkazech. V Estonsku znepřístupnili databázi certifikátů na elektronických občanských průkazech už v září 2017, krátce poté, kdy se o problému dozvěděli. Podobné problémy jako v Estonsku se řešily i ve Španělsku, kde španělská vláda deaktivovala digitální certifikáty na kartách, ale protože španělská vláda o problému nemluvila tak otevřeně jako estonská, vytvořila chaos.